# Озёрское (Калужская область)
Озёрское — село в составе сельского поселения «Деревня Подборки» Козельского района Калужской области России.
Расположено в километре к западу от села Подборки.

## История
Село  упомянуто в «Актах», относящихся к истории западной России, собранные и изданные Археографической комиссией (том 1. [1340-1506] СПб. 1846 г.).

1455 Марта 28 Жалованная подтвердительная грамота короля Казимира князю Федору Воротынскому и дътям его, на отчину.
 Казимир, Божьею милостью король. Дали есмо, што есмо первъй сего подавали, волости наши въ держание князю Федору Воротынскому, какъ то стоятъ на первыхъ листъхъ нашихъ выписаны, и симъ листомъ ему подтверждаемъ, што тамъ дътей не писано: ино дали есмо ему, у вотчину, и его дътемъ; а узръвши его върную службу къ намъ то учинили. И его дътемъ такожъ съ того върно намъ служити. А волости, на имя: Демена и Городечьна съ Ужьперепетомъ, Ковылна, Крайшино по объ сторонъ Высы ръки, Кцинъ, Озерескъ, Перемышль, Логинескъ, Нъмьчиновскый дворъ нашъ въ Смоленску, …

## Население
| 2002 | 2010 |
| ---- | ---- |
| 238  | ↘221 |